# Ann Gillis
Ann Gillis, pseudonimo di Alma Mabel Conner (Little Rock, 12 febbraio 1927 – Horam, 31 gennaio 2018), è stata un'attrice statunitense, nota soprattutto per i suoi ruoli di attrice bambina negli anni Trenta.

## Biografia
Orfana di padre, Ann Gillis fu avviata dalla madre ancora giovanissima al mondo dello spettacolo. Notata da un agente di Hollywood, ebbe la sua prima piccola parte nel cinema all'età di 7 anni, nel 1934. Il suo primo ruolo importante giunse nel 1936 nel film King of Hockey. Da allora lavorò come attrice bambina in numerosi film, prevalentemente in ruoli di supporto. È ricordata soprattutto come "Becky Thatcher" ne Le avventure di Tom Sawyer (1938), come protagonista in Little Orphan Annie (1938), e per aver fornito la voce di Faline in Bambi (1942).
Da adolescente continuò a recitare fino al 1947. Vicende personali la portarono prima a New York nel 1951, e quindi in Gran Bretagna nel 1961. 
Occasionalmente riprese l'attività di attrice, partecipando a due episodi della serie televisiva Il Santo nel 1964-1965, e in una piccola parte al film 2001: Odissea nello spazio (1968). 
Dal 1972 al 2014 Gillis risiedette in Belgio (paese del quale acquistò la cittadinanza), per tornare quindi in Gran Bretagna.

## Riconoscimenti
- Young Hollywood Hall of Fame (1930's)

## Filmografia parziale

### Cinema
- Il californiano (The Californian), regia di Gus Meins (1937)
- Le avventure di Tom Sawyer (The Adventures of Tom Sawyer), regia di Norman Taurog (1938)
- Beau Geste, regia di William A. Wellman (1939)
- Il romanzo di una vita (Edison, the Man), regia di Clarence Brown (1940)
- Paradiso proibito (All This, and Heaven Too), regia di Anatole Litvak (1940)
- I due avventurieri (Little Men), regia di Norman Z. McLeod (1940)
- Una ragazza perbene (Nice Girl?), regia di William A. Seiter (1941)
- Bambi, regia di James Algar, Samuel Armstrong (1942) - Voce
- La taverna delle stelle (Stage Door Canteen), regia di Frank Borzage (1943)
- Man from Music Mountain, regia di Joseph Kane (1943)
- Gianni e Pinotto in società (In Society), regia di Jean Yarbrough (1944)
- Il naufrago (The Cheaters), regia di Joseph Kane (1945)
- Se ci sei batti due colpi (The Time of Their Lives), regia di Charles Barton (1946)
- L'amore a Sigma Chi (Sweetheart of Sigma Chi), regia di Jack Bernhard (1946)
- 2001: Odissea nello spazio (2001: A Space Odyssey), regia di Stanley Kubrick (1968)

### Televisione
- Missione segreta (Espionage) – serie TV, episodio 1x22 (1964)